# Анакостия (река)
Анакостия (англ. Anacostia) — река на северо-востоке Соединённых Штатов Америки, левый приток реки Потомак. Протекает по округу Принс-Джорджес в штате Мэриленд и впадает в Потомак в городе Вашингтоне. Длина реки составляет около 13,5 километра.
Сильное загрязнение реки и слабое финансовое вложение в её очищение привело к тому, что многие американцы называют реку «Река округа Колумбии, о которой забыли» (англ. D.C.'s forgotten river). В последние годы, однако, частные организации и фирмы в Вашингтоне и Мэриленде, а также Федеральное правительство совместными усилиями снизили уровень загрязнения, чтобы защитить экологически ценную водную природу Анакостии.

## География

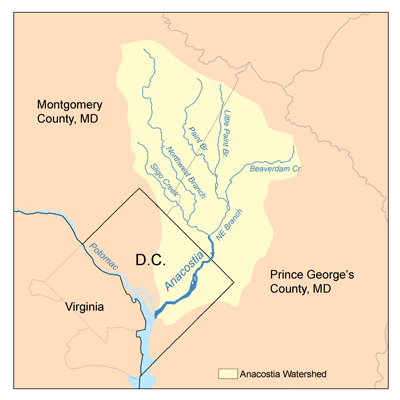
Бассейн реки

Река образована рядом мелких рек и ручьёв, которых насчитывается около десятка, в городе Бладенсбург, штат Мэриленд. Бассейн реки составляет 456 км²; в эту территорию входят все притоки, расположенные на востоке округа Мотгомери, в округе Принс-Джорджес, а также в Вашингтоне.

## История
Капитан Джон Смит сделал запись в своих журналах, что он плыл вверх по Анакостии в 1608 году и был тепло принят местным населением, жившим возле реки.
С возникновением города Вашингтона река начала активно эксплуатироваться: в 1815 году был построен вашингтонский городской канал, соединяющий Анакостию с Тайбер-Крик, ещё одним притоком Потомака, а впоследствии и с Чисапикским и Огайским каналом. Вашингтонский городской канал вышел из употребления в 1850-х годах.
Во время Гражданской войны к югу от реки была построена сеть фортов, чтобы войска Конфедерации не могли бомбардировать Вашингтонскую военную верфь, находящуюся неподалёку.

## Загрязнение
Одной из самых серьёзных проблем загрязнения Анакостии является сброс сточных вод из канализационных систем. Сточные воды создают угрозу здравоохранению из-за содержания в них различных вредных веществ и микроорганизмов; это также приводит к снижению качества воды и убыли рыбы в реке.

## В астрономии
В честь Анакостии назван астероид (980) Анакостия, открытый в 1921 году.